# FaZe Clan
FaZe Clan est une équipe américaine de sport électronique créée le 30 mai 2010 et basée à Los Angeles, aux États-Unis.
À l'origine connue pour son contenu sur Call of Duty, l'équipe étend dans les années 2010 son activité à de nombreux autres jeux. Elle se fait également connaître pour sa présence sur les réseaux sociaux, ses joueurs étant également des influenceurs.
Au début des années 2020, la valorisation de l'organisation s'effondre et elle procède à plusieurs vagues de licenciements. La presse révèle que l'entreprise souffre d'un management médiocre, marqué par des dépenses extravagantes et des salaires pour influenceurs particulièrement élevés, tandis qu'elle n'est pas parvenue à convaincre ses investisseurs que son business model tourné vers l'esport pouvait générer des revenus suffisants.

## Histoire
Le clan est créé en 2010 sur YouTube et porte à l'époque le nom de FaZe Sniping. Il s'agit d'un ensemble de créateurs de contenu sur Call of Duty spécialisés dans les trickshots. Leur approche apparaît alors comme très novatrice et vaut aux membres du clan, tous adolescents, de se constituer plusieurs millions de fans. À cette époque, l'équipe n'a aucune prétention compétitive. Ce n'est qu'en 2012, à la sortie de Black Ops 2 que FaZe Clan fait ses débuts en compétition.
Dans la seconde moitié des années 2010, le groupe connaît une ascension fulgurante, en étant notamment porté par le succès de Fortnite (2017). Les joueurs de FaZe Clan deviennent des influenceurs courtisés par les marques. L'entreprise investit pour créer plus de contenu vidéo, et en 2023, elle compte un vivier de 127 personnalités actives sur Twitch et Instagram, et une communauté de 512 millions de fans sur les réseaux sociaux. Sa branche compétitive comporte 54 joueurs, répartis en 14 équipes.
L'extrême médiatisation des membres de FaZe Clan n'est pas sans controverses : certains des joueurs ou vidéastes tiennent des propos racistes et sexistes en direct, et un autre fait un jour la promotion d'un site de paris illégal aux États-Unis. En 2022, l'organisation est également impliquée dans un scandale relatif à la cryptomonnaie : des membres encouragent leur communauté à investir dans un token prétendument caritatif, mais la valeur de celui-ci s'effondre et il est révélé qu'ils avaient revendu leurs parts avant l'effondrement avec une grande plus-value. À la suite de ces incidents, l'entreprise a plus de difficultés à trouver des opportunités de sponsoring.
En juillet 2022, l'entreprise entre en Bourse. Sa valeur s'effondre cependant en un an, faute de parvenir à trouver un business model convaincant quand le sponsoring et la publicité ne suffisent plus, et à force de multiplier les emprunts. En septembre 2023, FaZe Clan se sépare de son PDG, Lee Trink, après une accumulation de pertes financières et la chute de sa valorisation, qui mènent notamment à deux vagues de licenciements. Une enquête du journal d'affaires Bloomberg révèle que l'organisation, qui employait l'année précédente 112 personnes, souffre d'un management médiocre, marqué par des dépenses et des salaires excessifs, et par des investissements dans des domaines peu profitables, comme l'esport. Le manque de diversité parmi les joueurs, majoritairement des hommes, aurait également mené plusieurs cadres dirigeants dont un ancien PDG à quitter l'entreprise pour créer une structure rivale. Face aux accusations de dépenses extravagantes, comme le fait de louer pour les équipes un manoir à Los Angeles ayant précédemment appartenu à la star de la chanson Justin Bieber et évalué à 12 millions de dollars, le PDG Lee Trink avait soutenu avant son limogeage que FaZe Clan « ne jette pas l'argent par les fenêtres ; <il> crée une mythologie ».

## Divisions actuelles

### Counter-Strike: Global Offensive
FaZe Clan acquiert son équipe Counter-Strike: Global Offensive en janvier 2016, en rachetant pour une somme de 700 000 $ les joueurs de G2 Esports. Il s'agit à l'époque de l'acquisition la plus chère de l'histoire du jeu.
Après le major de Berlin, où FaZe ne parvient pas à se qualifier à la phase New Champions, NEO et GuardiaN quittent l'équipe. Ils sont remplacés respectivement par Marcelo « coldzera » David et Helvijs « broky » Saukants,. Un mois plus tard, FaZe remporte BLAST Pro Series : Copenhagen 2019. En mai 2020, olofmeister décide de se mettre en retrait de l'équipe en raison d'une baisse de motivation. Il est remplacé par Aurimas ⁠« Bymas⁠ » Pipiras puis par Markus « Kjaerbye ⁠» Kjærbye. L'équipe ne parvient pas à retrouver son meilleur niveau et de nouveaux changements sont faits au début de l'année 2021 : Kjaerbye est remplacé par Russel « Twistzz » van Dulken et le l'ancien leader de l'équipe, Finn « karrigan » Andersen fait son retour dans la structure après deux ans chez Mousesports. Il prend la place d'olofmseister.
En mai 2022, l'équipe remporte son premier major à l'occasion du PGL Major Antwerp 2022 en battant Natus Vincere, l'équipe tenante du titre, en finale.
| Nat. | Pseudo   | Nom                  | Rôle          | Date d'entrée     |
| ---- | -------- | -------------------- | ------------- | ----------------- |
|      | rain     | Håvard Nygaard       | Rifler        | 20 janvier 2016   |
|      | karrigan | Finn Andersen        | Leader/Rifler | 15 février 2021   |
|      | EliGe    | Jonathan Jablonowski | Rifler        | 10 janvier 2025   |
|      | broky    | Helvijs Saukants     | Sniper        | 26 septembre 2019 |
|      | frozen   | David Čerňanský      | Rifler        | 4 décembre 2023   |

|  | NEO | Filip Kubski | Entraîneur | 15 juillet 2023 |

### Valorant
Fin juin 2020, FaZe annonce la création d'une équipe sur le jeu Valorant. Les deux premiers joueurs recrutés sont Jason « jasonR » Ruchelski, un ancien joueur de Counter-Strike: Global Offensive, et Corey « Corey » Nigra, jusque-là professionnel sur Overwatch. Un mois plus tard, l'équipe officialise les arrivées de Zachary « ZachaREEE » Lombardo et Jimmy « Marved » Nguyen. Au début du mois d'août, jasonR annonce son départ ainsi que son intention de créer sa propre équipe.
| \| Nat. \| Pseudo \| Nom \| Rôle \| Date d'entrée \| \| ---- \| ---------- \| ---------------- \| ------ \| --------------- \| \| \| dicey \| Quan Tran \| Joueur \| 26 janvier 2022 \| \| \| flyuh \| Xavier Carlson \| Joueur \| 26 janvier 2022 \| \| \| LarryBanks \| Christopher Doyi \| Joueur \| 26 janvier 2022 \| \| \| babybay \| Andrej Francisty \| Joueur \| 4 août 2020 \| \| \| supamen \| Phat Le \| Joueur \| 27 avril 2022 \| \| \| poised \| Kevin Ngo \| Joueur \| 27 avril 2022 \| \| \| POACH \| Jake Brumleve \| Joueur \| 27 avril 2022 \| |            |                  |        |                 |
| Nat. | Pseudo     | Nom              | Rôle   | Date d'entrée   |
| | dicey      | Quan Tran        | Joueur | 26 janvier 2022 |
| | flyuh      | Xavier Carlson   | Joueur | 26 janvier 2022 |
| | LarryBanks | Christopher Doyi | Joueur | 26 janvier 2022 |
| | babybay    | Andrej Francisty | Joueur | 4 août 2020     |
| | supamen    | Phat Le          | Joueur | 27 avril 2022   |
| | poised     | Kevin Ngo        | Joueur | 27 avril 2022   |
| | POACH      | Jake Brumleve    | Joueur | 27 avril 2022   |

### Rainbow Six: Siege
FaZe Clan recrute sa première équipe sur Rainbow Six: Siege en acquérant le roster de l'équipe Team Fontt, à l'époque championne du Brésil en titre.
| \| Nat. \| Pseudo \| Nom \| Date d'entrée \| \| ---- \| --------- \| ----------------- \| --------------- \| \| \| Astro \| Leonardo Luis \| 18 janvier 2018 \| \| \| Bullet1 \| José Victor \| 4 mars 2021 \| \| \| cameram4n \| Gabriel Hespanhol \| 4 mars 2021 \| \| \| Cyber \| Jaime Ramos \| 4 mars 2021 \| \| \| soulz1 \| Lucas Schinke \| 4 mars 2021 \| |           |                   |                 |
| Nat. | Pseudo    | Nom               | Date d'entrée   |
| | Astro     | Leonardo Luis     | 18 janvier 2018 |
| | Bullet1   | José Victor       | 4 mars 2021     |
| | cameram4n | Gabriel Hespanhol | 4 mars 2021     |
| | Cyber     | Jaime Ramos       | 4 mars 2021     |
| | soulz1    | Lucas Schinke     | 4 mars 2021     |

### PlayerUnknown's Battlegrounds
FaZe acquiert sa première équipe sur PlayerUnknown's Battlegrounds en novembre 2017, en recrutant les joueurs de Gorilla Core, dans le but de participer aux IEM Oakland une semaine plus tard. Ils terminent la compétition à la quatrième place. En 2018, l'équipe remporte plusieurs tournois, notamment les StarSeries & i-League PUBG Season 1 et la DreamHack PUBG Showdown Austin. 2018 marque aussi l'arrivée au sein de la structure de Ivan « ubah » Kapustin et Ludvik « Aitzy » Jahnsen,.
| \| Nat. \| Pseudo \| Nom \| Date d'entrée \| \| ---- \| ------- \| ------------------- \| ---------------- \| \| \| D1gg3r1 \| Daniel Luusua \| 16 février 2022 \| \| \| Fexx \| Christopher Wheddon \| 29 juin 2021 \| \| \| Aitzy \| Ludvik Jahnsen \| 11 novembre 2018 \| \| \| Gustav \| Gustav Blønd \| 14 janvier 2020 \| |         |                     |                  |
| Nat. | Pseudo  | Nom                 | Date d'entrée    |
| | D1gg3r1 | Daniel Luusua       | 16 février 2022  |
| | Fexx    | Christopher Wheddon | 29 juin 2021     |
| | Aitzy   | Ludvik Jahnsen      | 11 novembre 2018 |
| | Gustav  | Gustav Blønd        | 14 janvier 2020  |

### Rocket League
En mars 2021, FaZe recrute sa première équipe sur Rocket League, l'équipe nord-américaine The Peeps. L'équipe parvient à se qualifier pour les RLCS X Championships en finissant de justesse dans le top 6 des équipes nord-américaines à l'issue de la saison. Cependant, elle ne parvient pas, au cours de ce tournoi destiné à remplacer les championnats du monde (annulés pour cause de Covid-19), à remporter le moindre match. Jirair « Gyro » Papazian quitte l'équipe, il est remplacé par le joueur de Rogue Jason « Firstkiller » Corral.
| \| Nat. \| Pseudo \| Nom \| Date d'entrée \| \| ---- \| ----------- \| --------------- \| ---------------- \| \| \| Firstkiller \| Jason Corral \| 3 septembre 2021 \| \| \| Ayyjayy \| Austin Aebi \| 19 mars 2021 \| \| \| Sypical \| Caden Pellegrin \| 13 janvier 2022 \| |             |                 |                  |
| Nat. | Pseudo      | Nom             | Date d'entrée    |
| | Firstkiller | Jason Corral    | 3 septembre 2021 |
| | Ayyjayy     | Austin Aebi     | 19 mars 2021     |
| | Sypical     | Caden Pellegrin | 13 janvier 2022  |

### Call of Duty
Depuis 2020, FaZe est de retour sur la scène Call of Duty avec leur présence dans la Call of Duty League.

## Palmarès
| Counter-Strike: Global Offensive | Rainbow Six: Siege                       |
| --- | ---------------------------------------- |
| - Major Championship - Vainqueur - PGL Major Antwerp 2022 - Finaliste - ELeague Major: Boston 2018 - Premier Tournaments : - Vainqueur - StarLadder i-League StarSeries Season 3 - ESL One: New York 2017 - ELEAGUE CS:GO Premier 2017 - Esports Championship Series Season 4 - Finals - Intel Extreme Masters XIII - Sydney - ESL One: Belo Horizonte 2019 - EPICENTER 2018 - Intel Extreme Masters XVI - Katowice - ESL Pro League Season 15 | - Six Sweden Major : - Vainqueur en 2021 |